# 1911 na ciência

## Eventos
- Antonius Van den Broek propõe a ideia de que os elementos na tabela periódica são melhor organizados pela carga nuclear positiva ao invés de usar a massa atômica.[1]
- A primeira Conferência de Solvay ocorre em Bruxelas, reunindo os mais proeminentes cientistas da época. As conferências em física e química continuam sendo realizadas periodicamente até os dias atuais.[2]
- Ernest Rutherford, Hans Geiger, e Ernest Marsden realizam o experimento de Rutherford, que prova o modelo atômico com um núcleo pequeno, denso e positivo rodeado por uma nuvem de elétrons difusa.
- Observação ou predição do elemento químico Háfnio[3]

## Nascimentos
| Data           | Nome                      | Profissão              | Nacionalidade                         | Observações                                                                          | Ref                |
| -------------- | ------------------------- | ---------------------- | ------------------------------------- | ------------------------------------------------------------------------------------ | ------------------ |
| 10 de janeiro  | Howard Eves               | matamático             | Estados Unidos                        | m. 2004                                                                              |                    |
| 17 de janeiro  | George Joseph Stigler     | economista             | Estados Unidos                        | m. 1911 Nobel de Economia 1982                                                       | [ 4 ]              |
| 18 de janeiro  | José María Arguedas       | escritor e antropólogo | Peru                                  | m.1969                                                                               |                    |
| 26 de janeiro  | Polykarp Kusch            | físico                 | Alemanha                              | m. 1993 Nobel da Física 1955                                                         | [ 5 ]              |
| 3 de fevereiro | Francis Joseph Murray     | matemático             | Estados Unidos                        | m. 1996                                                                              |                    |
| 26 de março    | Bernard Katz              | biofísico              | Alemanha                              | m. 2003 Nobel de Fisiologia ou Medicina 1970                                         | [ 6 ]              |
| 28 de março    | John Langshaw Austin      | filósofo               | Reino Unido da Grã-Bretanha e Irlanda | m. 1960                                                                              |                    |
| 6 de abril     | Feodor Felix Konrad Lynen | bioquímico             | Alemanha                              | m. 1979 Nobel de Fisiologia ou Medicina 1964                                         | [ 6 ]              |
| 8 de abril     | Melvin Calvin             | bioquímico             | Estados Unidos                        | m. 1997 Nobel da Química 1961                                                        | [ 7 ]              |
| 31 de maio     | Maurice Allais            | economista             | França                                | Nobel de Economia 1988                                                               | [ 4 ]              |
| 13 de junho    | Luis Walter Alvarez       | físico                 | Estados Unidos                        | m. 1988 Nobel da Física 1968 Prémio Enrico Fermi 1987                                | [ 5 ] [ 8 ]        |
| 25 de junho    | William Howard Stein      | químico                | Estados Unidos                        | m. 1980 Nobel da Química 1972                                                        | [ 7 ]              |
| 9 de julho     | John Archibald Wheeler    | físico teórico         | Estados Unidos                        | m. 2008 Medalha Albert Einstein 1988 Medalha Matteucci 1993 Prémio Enrico Fermi 1968 | [ 9 ] [ 10 ] [ 8 ] |
| 20 de julho    | Witold Nowacki            | matemático             | Polónia                               | m. 1986                                                                              |                    |
| 9 de agosto    | William Alfred Fowler     | físico                 | Estados Unidos                        | m. 1995 Nobel da Física 1983                                                         | [ 5 ]              |
| 1 de novembro  | Samuel Warren Carey       | geólogo                | Austrália                             | m. 2002                                                                              |                    |
| 13 de novembro | Heinz von Foerster        | físico                 | Áustria / Estados Unidos              | m. 2002                                                                              |                    |
| 13 de dezembro | Trygve Magnus Haavelmo    | economista             | Noruega                               | m. 1999 Nobel de Economia 1989                                                       | [ 4 ]              |
| 23 de dezembro | Niels Kaj Jerne           | médico imunologista    | Reino Unido da Grã-Bretanha e Irlanda | m. 1994 Nobel de Fisiologia ou Medicina 1984                                         | [ 6 ]              |
| 29 de dezembro | Klaus Fuchs               | físico teórico         | Alemanha                              | m. 1988                                                                              |                    |
| ??             | Louis Dumont              | antropólogo            | França                                | m. 1998                                                                              |                    |

## Mortes
| Data            | Nome                         | Profissão                                             | Nacionalidade                         | Observações                    | Ref    |
| --------------- | ---------------------------- | ----------------------------------------------------- | ------------------------------------- | ------------------------------ | ------ |
| 17 de janeiro   | Francis Galton               | antropólogo, meteorologista, matemático e estatístico | Reino Unido                           | n. 1822                        |        |
| 23 de fevereiro | Richard Henry Beddome        | militar e naturalista                                 | Reino Unido da Grã-Bretanha e Irlanda | n. 1830                        |        |
| 1 de março      | Jacobus Henricus van 't Hoff | químico                                               | Países Baixos                         | n. 1852 Nobel da Química 1901  | [ 7 ]  |
| 10 de abril     | Samuel Loyd                  | matemático                                            | Estados Unidos                        | n. 1841                        |        |
| 20 de maio      | Nevil Story Maskelyne        | mineralogista, fotógrafo e político                   | Reino Unido da Grã-Bretanha e Irlanda | n. 1823 Medalha Wollaston 1893 | [ 11 ] |
| 5 de julho      | George Johnstone Stoney      | físico                                                | Irlanda                               | n. 1826                        |        |
| 6 de agosto     | Florentino Ameghino          | naturalista, paleontólogo e antropólogo               | Argentina                             | n. 1854                        |        |
| 7 de outubro    | John Hughlings Jackson       | neurologista                                          | Reino Unido da Grã-Bretanha e Irlanda | n. 1835                        |        |
| 31 de outubro   | John Joseph Montgomery       | engenheiro                                            | Estados Unidos                        | n. 1858                        |        |
| 10 de dezembro  | Joseph Dalton Hooker         | botânico, explorador e naturalista                    | Reino Unido da Grã-Bretanha e Irlanda | n. 1817                        |        |

## Prémios

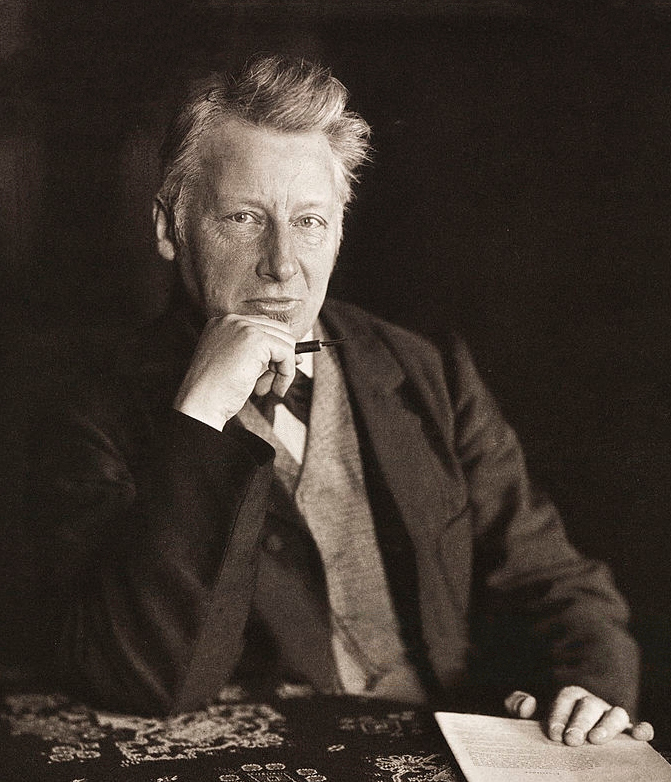
Jacobus Henricus van't Hoff
(1852 - 1911)

### Medalha Bigsby
- Othenio Abel[12]

### Medalha Bruce
- Henri Poincaré[13]

### Medalha Copley
- George Darwin[14]

### Medalha Davy
- Henry Edward Armstrong[15]

### Medalha Edison IEEE
- George Westinghouse[16]

### Medalha Guy de ouro
- G. Udny Yule[17]

### Medalha Hughes
- Charles Thomson Rees Wilson[18]

### Medalha Lyell
- Francis Arthur Bather[19]

### Medalha Matteucci
- Jean Perrin[10]

### Medalha De Morgan
- Horace Lamb[20]

### Medalha Murchison
- Richard Hill[21]

### Medalha de Ouro da Royal Astronomical Society
- Philip Herbert Cowell[22]

### Medalha Real
- George Chrystal[23] e William Bayliss[23]

### Medalha Wollaston
- Waldemar Christopher Brøgger[11]

### Prémio Nobel
- Física - Wilhelm Wien[5].
- Química - Marie Sklodowska-Curie[7].
- Fisiologia ou Medicina - Allvar Gullstrand[6].

### Prémio Rumford
- James Mason Crafts[24]